# Pedro Augusto Tavares Júnior
Pedro Augusto Tavares Júnior foi um político brasileiro.

## Biografia
Não se sabe a data ou local de seu nascimento de Pedro. Bacharelou-se em direito e foi jornalista no Campo dos Goitacazes. Republicano, foi proprietário e redator chefe do jornal A República. Em 5 de abril de 1888, Francisco Portela, Nilo Peçanha e Pedro lançaram um manifesto à população de Campos conclamando-a a fundar no município o Clube Republicano, destinado a lançar as bases de um futuro partido. Em 13 de novembro, foi de fato fundado o Partido Republicano da província do Rio de Janeiro. 
Com a proclamação da República em 15 de novembro de 1889, Pedro foi nomeado primeiro governador do Maranhão sob o novo regime. Deixando o Rio de Janeiro, assumiu a chefia da província no dia 17 de dezembro, em substituição à junta governativa que havia assumido o poder local em 18 de novembro. Uma de suas primeiras medidas foi determinar a dissolução da câmara municipal de São Luís e a criação em seu lugar da Junta Municipal, para gerir os negócios e interesses do município. Além dessa, outras medidas foram tomadas, como a nomeação de Alexandre Colares Moreira Júnior ao cargo de inspetor do tesouro público do estado e a declaração de nulidade dos atos estabelecidos pela junta que o antecedera.
No campo religioso, declarou a liberdade de culto e demitiu religiosos de cargos públicos. Por essas duas determinações, sofreu forte oposição do jornal religioso Civilização. Os líderes ligados ao jornal criticaram as medidas e notificaram o governo provisório no Rio de Janeiro, que determinou que fossem revertidas. Por não concordar com a determinação, o governador pediu exoneração e em 3 de janeiro de 1890 foi substituído por Eleutério Frazão Muniz Varela.
Após a passagem pelo governo do Maranhão, voltou sua atenção à política fluminense. Com a turbulência política desse momento, o legislativo estadual foi dissolvido, se revogou a constituição estadual de 1891 e se convocou para janeiro de 1892 eleições para uma nova Assembleia Constituinte estadual. Pedro foi um dos representantes eleitos. Participou dos trabalhos de elaboração da constituição fluminense de 9 abril de 1892 e foi reeleito deputado estadual à legislatura 1892-1894. Fez parte da Comissão de Verificação de Poderes e foi eleito à Comissão de Guarda da Constituição e das Leis e dos Poderes.